# James Gardiner (aviron)
Pour l’article homonyme, voir James Garfield Gardiner.
James Gardiner, né le 25 octobre 1930 à Détroit et mort le 19 avril 2016, est un rameur d'aviron américain. 

## Carrière
James Gardiner participe aux Jeux olympiques de 1956 à Melbourne et remporte la médaille d'argent en deux de couple avec Bernard Costello, Jr..